# 藤原能季
藤原 能季（ふじわら の よしすえ）は、平安時代中期から後期にかけての貴族。藤原北家中御門流、右大臣・藤原頼宗の五男。官位は正二位・権中納言。伊勢中納言と号す。

## 経歴
後冷泉朝の永承3年（1048年）従五位下に叙爵し、永承7年（1052年）侍従に任官。天喜2年（1054年）従五位上・少納言に叙任されると、侍従と少納言を務めながら、天喜3年（1055年）正五位下、天喜4年（1056年）従四位下、康平2年（1059年）従四位上次いで正四位下と昇進を重ねる。康平4年（1061年）蔵人頭に補せられたのち、康平6年（1063年）になって左近衛中将に任ぜられた。
康平7年（1064年）父・頼宗の右近衛大将辞任に伴い、能長は参議に任ぜられて公卿に列すと、翌康平8年（1065年）頼宗の譲りを受けて従三位に叙せられるが、前後して頼宗が没している。参議任官後も引き続き近衛中将を務める傍ら、治暦4年（1068年）正三位、延久元年（1069年）従二位と昇叙を重ね、後三条朝末の延久4年（1072年）権中納言に昇進した。
白河朝の承保4年（1077年）正月に正二位に至るが、疱瘡に冒され同年8月1日に薨去。享年39。最終官位は権中納言正二位。9月5日にその死が奏上された。

## 官歴
『公卿補任』による。
- 永承3年（1048年） 正月5日：従五位下（祐子内親王御給）
- 永承7年（1052年） 2月20日：侍従
- 時期不詳：昇殿
- 天喜2年（1054年） 正月5日：従五位上（中宮御給）。2月22日：少納言
- 天喜3年（1055年） 正月5日：正五位下（皇后宮御給）
- 天喜4年（1056年） 正月7日：従四位下（中宮御給）、少納言如元、聴昇殿
- 天喜5年（1057年） 2月30日：紀伊権守
- 康平2年（1059年） 正月5日：従四位上（少納言）。2月8日：正四位下（行幸上東門院御傍親賞）
- 康平4年（1061年） 3月11日：蔵人頭
- 康平6年（1063年） 2月21日：左近衛中将
- 康平7年（1064年） 3月4日：兼近江介。12月26日：参議、右近衛中将、去介
- 康平8年（1065年） 2月3日：服解（父）。2月8日：従三位（父讓）。3月29日：復任
- 治暦2年（1066年） 2月8日：兼近江権守
- 治暦3年（1067年） 2月6日：兼左近衛中将
- 治暦4年（1068年） 11月25日：正三位（悠紀）
- 延久元年（1069年） 8月9日：従二位（石淸水賀茂行幸行事賞）
- 延久3年（1071年） 正月28日：備中権守
- 延久4年（1072年） 12月2日：権中納言
- 承保4年（1077年） 正月6日：正二位（臨時）。8月1日：薨去（疱瘡）。9月5日：薨奏

## 系譜
- 父：藤原頼宗
- 母：藤原親時の娘
- 妻：藤原信房の娘
  - 男子：藤原有家
- 生母不明の子女
  - 男子：実覚
  - 男子：季覚
  - 男子：宗覚
  - 男子：陽伊